# Mathieu Berson
Mathieu Berson (* 23. Februar 1980 in Vannes) ist ein ehemaliger französischer Fußballspieler.

## Spielerkarriere

### Verein
Trotz mehrerer Topangebote aus Europa (u. a. von Espanyol Barcelona, Beşiktaş Istanbul und Galatasaray Istanbul) wechselte der frühere Star des FC Nantes im Sommer 2004 zum englischen Premier-League-Club Aston Villa. Sein Debüt für die Engländer gab er am 18. Dezember 2004 als Ersatz für Peter Whittingham. Da er jedoch nur selten zu Einsätzen kam, wurde er für die folgende Saison an AJ Auxerre aus seiner französischen Heimat ausgeliehen. Im Sommer 2006 kehrte er dann zu Aston Villa zurück, um nur kurz darauf einen Vertrag beim spanischen Erstliga-Aufsteiger UD Levante zu unterschreiben. Nach zwei Jahren in Spanien kehrte er erneut nach Frankreich zurück und wechselte zum Erstligisten FC Toulouse. Seit dem Ende seines Vertrages im Sommer 2010 ist er ohne Anstellung. Nach einem Jahr ohne Verein unterschrieb Berson am 26. Juni 2011 in seiner Heimatstadt Vannes mit Olympique Club Vannes. Hier beendete der Spieler auch 2013 seine aktive Karriere.

### Erfolge
- Französischer Fußballmeister: 2001
- Französischer Pokalsieger: 2000